# Parepione angularia
Parepione angularia là một loài bướm đêm trong họ Geometridae.